# Morte e Vida Severina (álbum)
Morte e Vida Severina é um álbum de João Cabral de Melo Neto, Airton Barbosa e Chico Buarque de 1966. No disco, Chico musicou o poema Morte e Vida Severina, de João Cabral de Melo Neto.

## Faixas
| N.º | Título                    | Compositor(es)                           | Duração |  |
| 1.  | "De Sua Formosura"        | João Cabral de Melo Neto, Airton Barbosa |         |  |
| 2.  | "Severino / O Rio"        | João Cabral de Melo Neto, Airton Barbosa |         |  |
| 3.  | "Notícias do Alto Sertão" | João Cabral de Melo Neto, Airton Barbosa |         |  |
| 4.  | "Mulher na Janela"        | Melo Neto, Airton Barbosa, Chico Buarque |         |  |
| 5.  | "Homens de Pedra"         | João Cabral de Melo Neto, Airton Barbosa |         |  |
| 6.  | "Todo o Céu e a Terra"    | João Cabral de Melo Neto, Airton Barbosa |         |  |
| 7.  | "Encontro com o Canavial" | João Cabral de Melo Neto, Airton Barbosa |         |  |
| 8.  | "Funeral de um Lavrador"  | Melo Neto, Chico Buarque                 |         |  |
| 9.  | "Chegada ao Recife"       | João Cabral de Melo Neto, Airton Barbosa |         |  |
| 10. | "As Ciganas"              | João Cabral de Melo Neto, Airton Barbosa |         |  |
| 11. | "Despedida do Agreste"    | João Cabral de Melo Neto, Airton Barbosa |         |  |
| 12. | "O Outro Recife"          | João Cabral de Melo Neto, Airton Barbosa |         |  |
| 13. | "Fala do Mestre Carpina"  | João Cabral de Melo Neto, Airton Barbosa |         |  |